# Kelketi
Kelketi (en rus: Келькеты) és un poble (un possiólok) de Calmúquia, a Rússia, segons el cens del 2012 tenia 57 habitants. Pertany al districte municipal de Tróitskoie.